# Birkat Hachama

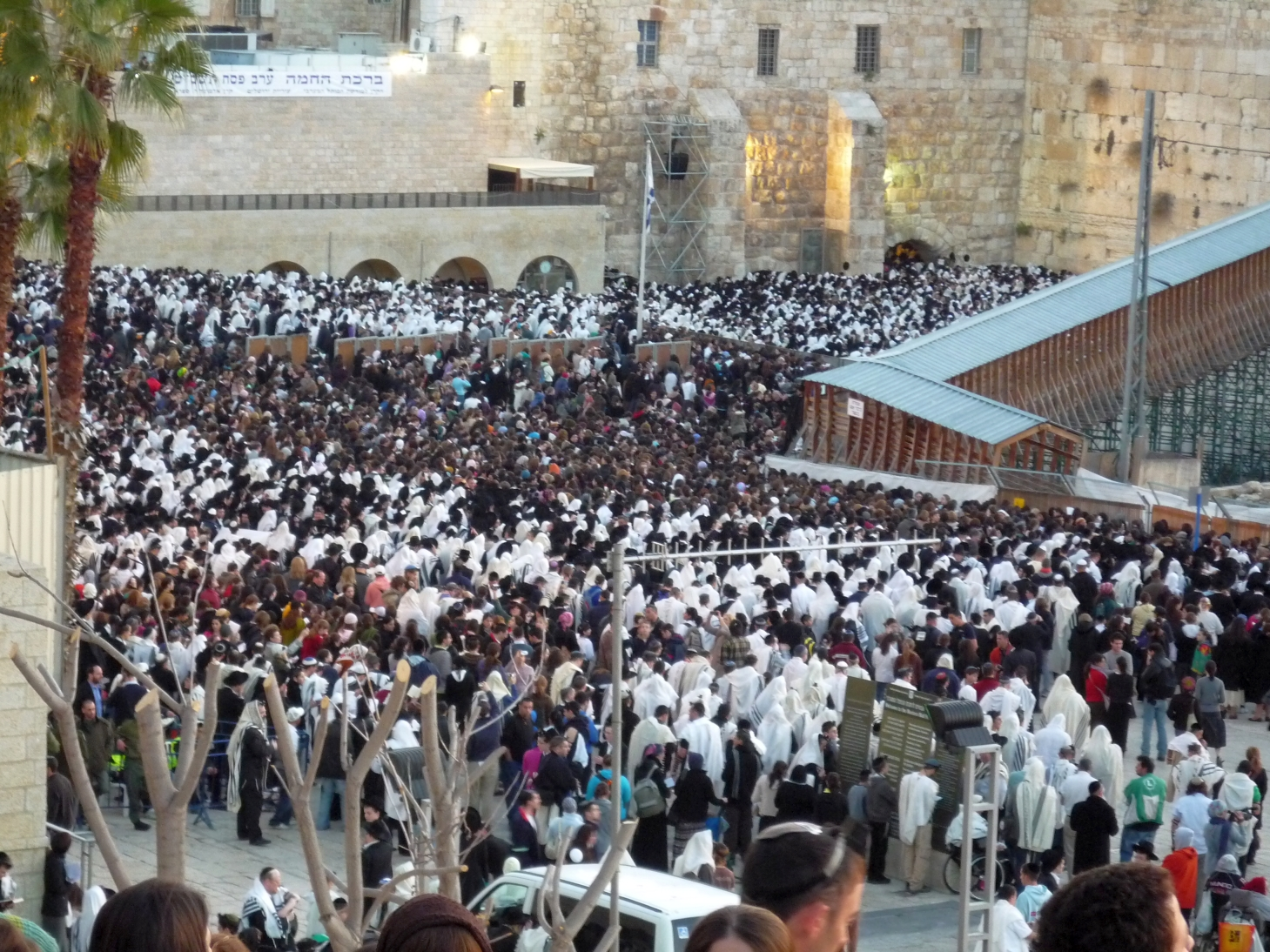
Birkat Hachamazegging in Jeruzalem op 8 april 2009

Birkat Hachama (Hebreeuws: ברכת החמה, "Zegening van de zon") is een tamelijk zeldzame joodse zegening, gericht tot de Schepper, om deze te danken voor zijn schepping van de zon. Deze zegening wordt gereciteerd als de zon op een dinsdag om zonsondergang een complete cyclus van 28 jaar heeft doorlopen. In de joodse traditie wordt gesteld dat als de zon deze cyclus doorlopen heeft, deze teruggekeerd is in de positie die deze had op het moment van de aanvang der schepping. De zegening dient uitgesproken te worden op een moment waarop de zon ook daadwerkelijk zichtbaar is. Mocht dit door externe factoren zoals bewolking niet mogelijk zijn, verschuift de zegening naar de daaropvolgende woensdagochtend.
In het judaïsme wordt gesteld dat de zon een 28-jarige cyclus heeft, die bekend staat als de  machzor gadol (מחזור גדול, "de grote cyclus"). Een zonnejaar wordt geschat op 365.25 dagen, en de Zegening van de Zon, die dus uitgesproken wordt aan het begin van de cyclus, wordt derhalve iedere 10.227 dagen gereciteerd. De laatste keer dat deze gereciteerd werd was 8 april 2009 (14 Nisan 5769 op de Hebreeuwse kalender. De eerstvolgende gelegenheid is naar alle waarschijnlijkheid 8 april 2037.  